# Saint-Germain-sur-Vienne
Saint-Germain-sur-Vienne är en kommun i departementet Indre-et-Loire i regionen Centre-Val de Loire i de centrala delarna av Frankrike. Kommunen ligger i kantonen Chinon som tillhör arrondissementet Chinon. År 2022 hade Saint-Germain-sur-Vienne 358 invånare.

## Befolkningsutveckling
Antalet invånare i kommunen Saint-Germain-sur-Vienne
Referens:INSEE